# Adonisea imperialis
Adonisea imperialis là một loài bướm đêm trong họ Noctuidae.